# Petit air à dormir debout
Petit air à dormir debout (vertaling: klein air tijdens het omvallen van de slaap) is een miniatuur compositie van Henri Dutilleux. Dutilleux heeft een klein oeuvre aan composities opgeleverd, waarbij hij redelijk traag componeerde en er soms ook lange pauzes vielen. Dutilleux staat bekend als perfectionist. Binnen dat oeuvre bevinden zich dan weer enkele werken voor piano solo. Petit air à dormir debout is zo’n werkje voor piano. Zijn belangrijkste werk voor piano solo is zijn sonate, binnen dat genre componeerde hij er ook maar een. Petit air à dormir debout is een werkje dat veel weg heeft van de impressionistische stijl van Claude Debussy, waarbij het thema steeds (iets gewijzigd) herhaalt wordt totdat de pianist "muzikaal omvalt valt de slaap" en het werk vertwijfeld beëindigt. Het staat bekend als "easy piece" (eenvoudig stuk).
Dutilleux schreef ook een versie voor twee gitaren.

## Discografie
- Uitgave ECM Records: Robert Levin in een opname uit december 2008; Robert Levin is een vriend van de componist; zij ontmoetten elkaar toen Levin opleiding genoot van Nadia Boulanger;
- Uitgave Naxos: John Chen in een opname uit 2007